# I Want Your Love (Chic-dal)
Az I Want Your Love című dal az amerikai Chic zenekar második albumának 2. kimásolt kislemeze. A dalban Alfa Anderson vokálozik. A dal az előző Le Freak című dal sikerét próbálja meglovagolni.
Az Egyesült Államokban a dal 1978 novemberében a Billboard Dance Club  listán első helyezést ért el, majd felkerült a Hot R&B listára is 1979 júniusában, ahol az 5. helyezést érte el. A Hot 100-as listán 19. hétig volt slágerlistás helyezés, de az Egyesült Királyságban is sikerült a 4. helyre jutnia, és 11. hétig volt listahelyezett.

## Megjelenések
12"  UK Atlantic – K 11245 (T)
- A	I Want Your Love	3:24
- B	(Funny) Bone	3:37

## Slágerlista
| Slágerlista (1979)                    | Legjobb helyezés |
| ------------------------------------- | ---------------- |
| Australia (Kent Music Report)         | 81               |
| Belgium (Ultratop 50 Flanders)        | 21               |
| Canada Top Singles (RPM)              | 10               |
| Canada Top Disco Singles (RPM)        | 3                |
| Németország (Media Control Charts)    | 27               |
| Hollandia (Top 40)                    | 14               |
| Hollandia (Single Top 100)            | 14               |
| Új-Zéland (Recorded Music NZ)         | 15               |
| Egyesült Királyság (UK Singles Chart) | 4                |
| US Billboard Hot 100                  | 7                |
| US Adult Contemporary (Billboard)     | 9                |
| US Hot Dance Club Songs (Billboard)   | 1                |
| US Hot R&B/Hip-Hop Songs (Billboard)  | 5                |

| Slágerlista (1979)                   | Helyezés |
| ------------------------------------ | -------- |
| Canada Top Singles (RPM)             | 78       |
| UK Singles (Official Charts Company) | 40       |
| US Billboard Hot 100                 | 62       |